# Půlbrigáda

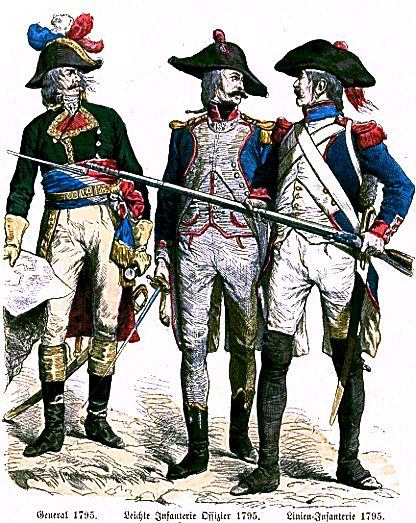
Příslušníci francouzské revoluční armády.

Půlbrigáda (francouzsky demi-brigade, do češtiny někdy překládáno i jako polobrigáda) je označení vojenského útvaru který z rozhodnutí Konventu v roce 1793 nahradil pluk (régiment) ve Francouzské armádě během Velké francouzské revoluce. 

## Reforma
Důvodem pro tuto reorganizaci vojenských sil Francouzské republiky bylo jak odstranění slova régiment spjatého s royalistickým ancien régime, tak nutnost vytvoření jednotných ozbrojených sil, sloučením jednotlivých složek do té doby vzniklých v průběhu revoluce a revoluční války. Každá nově vzniklá půlbrigáda vznikla sdružením vždy jednoho praporu (bataillon) původem z pluku dosavadní pravidelné armády se dvěma prapory dobrovolníků či odvedenců v rámci levée en masse.
V čele nově vytvořeného útvaru stál důstojník v hodnosti chef de brigade. Dvě půlbrigády pak vytvářely brigádu, v jejímž čele stál général de brigade.
Půlbrigády byly, vzhledem k vývoji situace během války proti první koalici, který to neumožnil dříve, zformovány až v lednu 1794.
Vznikly půlbrigády pěchoty řadové (demi-brigade de bataille, doslova bitevní půlbrigáda, roku 1796 přejmenované na demi-brigade de ligne) a lehké (demi-brigade d'infanterie légère), vzniklé sloučením dosud samostatných střeleckých či mysliveckých praporů (chasseurs à pied). V roce 1796 proběhlo nové sloučení útvarů, zaměřené na vytvoření početně silnějších jednotek z dosavadních půlbrigád oslabených ztrátami.
V roce 1803, za konzulátu Napoleona Bonaparta, došlo k zpětnému přejmenování půlbrigád na pluky.

## Pozdější užití ve Francii
Francouzskými ozbrojenými silami bylo během následujících období označení demi-brigade oživeno pro jednotky vznikající během konfliktu na dočasnou dobu nebo k plnění specifických úkolů, a velikostí a složením přibližně, ačkoliv ne vždy plně, odpovídající pluku. Například samostatné prapory alpských střelců byly po vyhlášení mobilizace za druhé světové války zformovány do půlbrigád sdružujících buď dva nebo tři tyto prapory, zatímco tehdejší francouzský pěší pluk byl vždy tvořen třemi prapory. 
Jedinou v současnosti existující půlbrigádou francouzských ozbrojených sil je 13. půlbrigáda Cizinecké legie, která původně vznikla v roce 1940 jako dočasný pochodový útvar (demi-brigade de marche) určený k nasazení ve Skandinávii, ale poté co se vyznamenala během dalších bojů v rámci sil Svobodné Francie, bylo rozhodnuto o jejím zachování jako trvalé součásti Cizinecké legie.

## Polsko
V meziválečném Polsku existovaly v letech 1927-1929 půlbrigády (polsky półbrygada) v rámci Korpusu Ochrony Pogranicza, a v letech 1937-1939 u jednotek Obrony Narodowej. Samostatná brigáda Podhalańských střelců polských exilových sil za druhé světové války, ustavená v roce 1940 ve Francii, také sestávala ze dvou půlbrigád, každé o dvou praporech.